# 岡山市
岡山市（日语：／ Okayama shi */?）是位於日本岡山縣南部的城市，也是岡山縣的縣廳所在地。岡山市是日本著名的桃太郎傳說的故事舞台，亦是眾多高級水果的產地。岡山自江戶時代是岡山藩池田氏的城下町，市中心有日本三名園之一的後樂園以及岡山城等景點。岡山市自古就是一座學術城市。自明治至昭和的戰前時期，岡山市擁有中國、四國地方唯一以數字冠名的舊制高等學校第六高等学校，以及中國、四國地方首個大學舊制岡山醫科大學等學校。現在岡山市中心仍有眾多大學等高等教育機構。岡山市還是中國地方及四國地方的節點。1980年代之後，隨著瀨戶大橋的通車使得中國地方、四國實現鐵路直通。加上山陽自動車道的通車，岡山市的交通大幅改善。岡山都市圈現已和附近其他都市圈共同發展為東瀨戶經濟圈。
岡山市在2005年之後和附近4町進行市町村合併，人口超過70萬人，並在2009年4月1日成為政令指定都市。現在岡山市下設有四個区（北区、中区、南区、東区）。

## 歷史

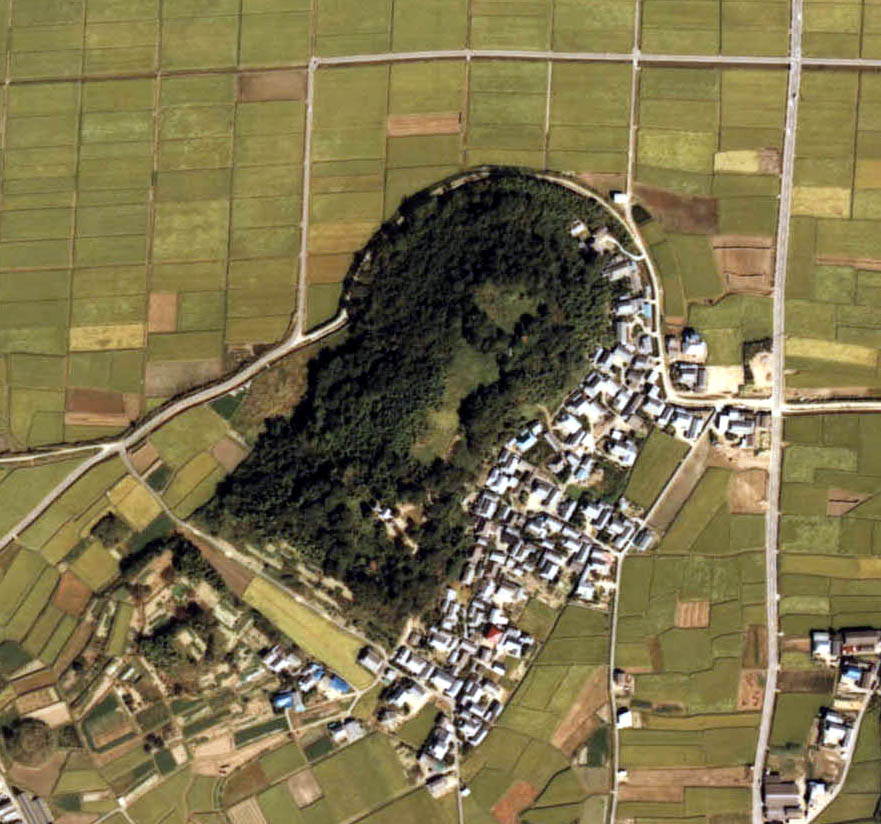
造山古墳

岡山市在古代是吉備國的一部分。在弥生時代和古墳時代，吉備國是和紫、出雲、大和、毛野並列的大型政權。岡山市的中山茶臼山古墳、神宮寺山古墳、造山古墳等遺跡就是古代吉備文化的遺跡，其中造山古墳在修築當時是日本最大的古墳，也是日本現存古墳中第四大古墳。飛鳥時代後期，為抑制吉備國的勢力，吉備國被大和政權分為備前國、備中國、備後國、美作國四國，備前國的國府位於現岡山市轄區內。

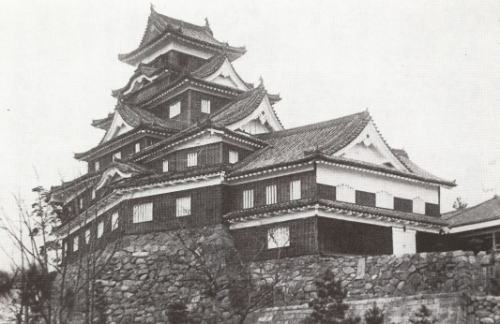
被燒毀之前的岡山城

平安時代時，岡山市內曾有貴族的莊園鹿田莊。進入鎌倉時代後，關東武士成為岡山地區新的領主。室町時代後，岡山地區是赤松氏（播磨、備前、美作守護）和山名氏（備後、伯耆守護）激烈爭奪的地區。進入戰國時代之後，浦上氏成為岡山地區新的統治者。16世紀初，金光氏在岡山修築了小規模的城郭。看中岡山便利地理位置和廣闊土地的宇喜多直家在1570年（元龜元年）攻占岡山，並大幅擴建城郭，將其命名為石山城，且自1573年（天正元年）開始以石山城作為本據地。宇喜多直家的繼承者宇喜多秀家在豐臣政權中有重要地位，是石高達57萬石的大名。宇喜多秀家自1590年（天正18年）大幅擴建石山城並改名為岡山城，同時還興建了城下町，並吸引各地商人來到岡山，促進了城市發展。然而關原之戰後，宇喜多秀家被流放至八丈島，小早川秀秋成為新的岡山城主。小早川秀秋作為岡山城主的歷史雖然不到兩年，但卻積極改建岡山城和城下町。1602年（慶長7年），由被稱為「西國將軍」的池田輝政之子池田忠繼接替小早川秀秋成為岡山城新的城主。此後直到明治維新，池田氏都是岡山城的城主。在池田藩政安定期的17世紀後期至18世紀，池田家修築了日本三名園之一的後樂園。自江戶時代開始，岡山就是山陽道、瀨戶內海航路和前往山陰的交通節點，亦使得岡山貿易繁榮:32。1707年（寶永4年）時，岡山有武士人口約2.3萬人，平民約3萬人，是當時規模較大的城下町。
1871年廢藩置縣後，岡山成為新成立的岡山縣的縣廳所在地。1889年，岡山正式設市，成為日本首批「市」之一:33。1891年，岡山至笠間的鐵路通車，這是岡山市的首條鐵路。此後除了山陽本線之外，自岡山前往山陰地方等地的鐵路亦相繼開通，使得岡山成為日本一大鐵路交通樞紐:32。1900年，岡山市設立了第六高等学校，之後又在1922年設立了舊制岡山醫科大學，確立了文教都市的地位。1945年6月29日，岡山市遭到美軍大規模空襲，造成超過1,700人遇難，市中心近70%地區被燒毀，岡山城等歷史古蹟也在空襲中被毀。

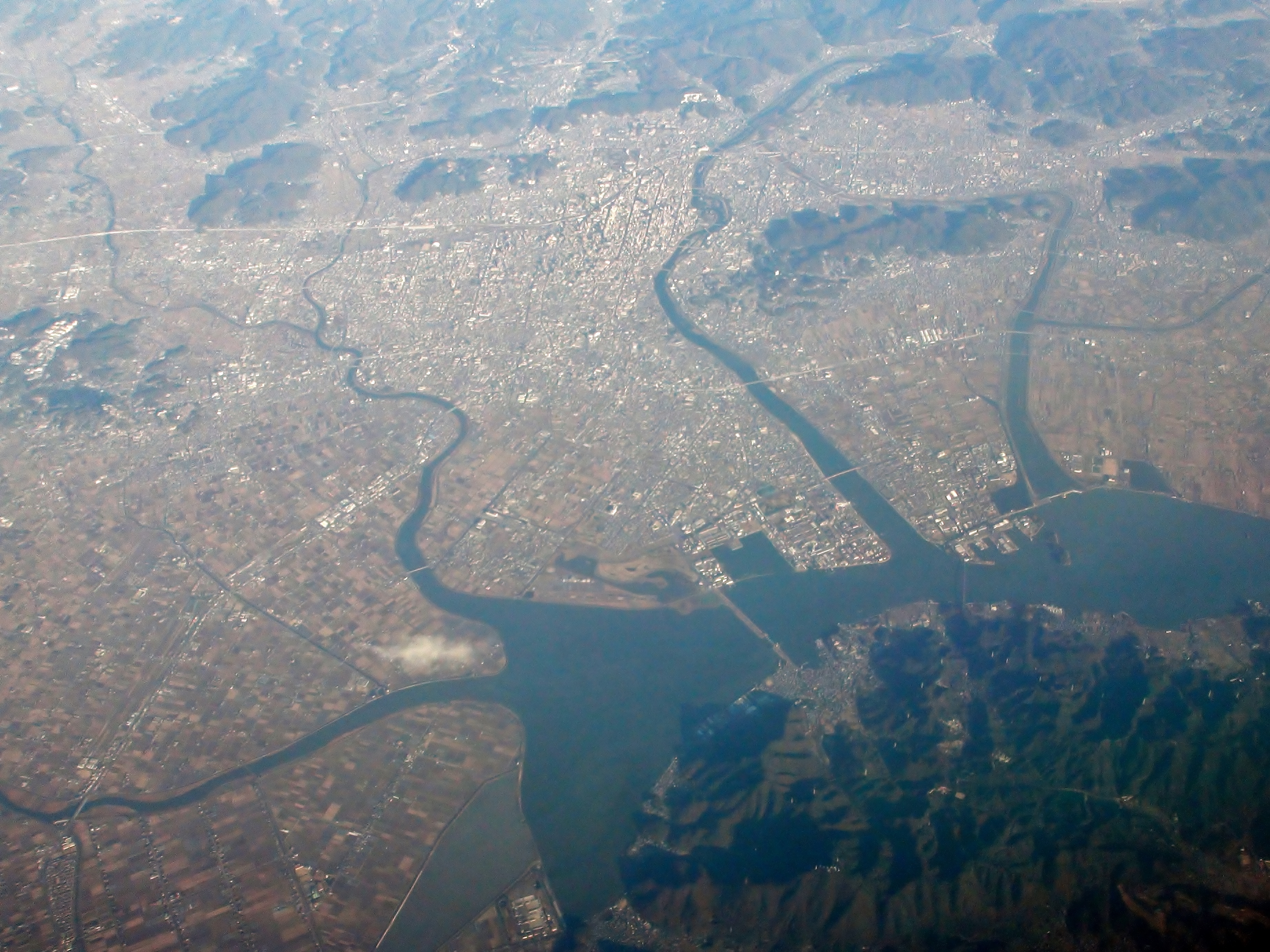
岡山市南部地區的空拍

岡山市在二戰後迅速開始復興，並和附近的市町村進行合併，市轄區面積因此大幅擴大。1961年，時任岡山縣知事三木行治提出了將包括岡山市、倉敷市在內的岡山縣南部市町村合併，在岡山縣南部設立僅次於六大都市規模的百萬人口都市的構想，但因倉敷市長一度失踪導致倉敷市退出合併協議會，這一構想不了了之。1972年，山陽新幹線通車至岡山站，岡山進入高速鐵路時代。1988年瀨戶大橋和1993年山陽自動車道的通車使得岡山市的交通更加便利:32。1996年，岡山市成為首批中核市之一。在平成大合併的浪潮中，岡山市在2005年和2007年兩次進行合併，並在2009年成為日本第18個、中四國地方第二個政令指定都市。現在岡山市因其前往四國、山陰便利的交通而使得眾多政府機構將其統轄中四國地方的分支部門設在岡山市，使得岡山市成為中四國地方的核心城市之一:33。

## 地理
岡山市面積789.95平方公里。岡山市轄區北部是吉備高原的一部分，以平緩的丘陵地形為主。岡山市民主要的飲用水來源旭川水庫和岡山機場亦位於這一地區。岡山市轄區南部是由旭川、吉井川沖積而成的岡山平原，岡山市中心市區亦位於這一地區。岡山平原南部自江戶時代開始就通過围垦工程獲得耕地，在明治時代更大幅擴大围垦規模，和秋田縣八郎潟及九州有明海並列為日本三大围垦事業，是岡山縣重要的糧倉地區。市轄區最南側隔兒島灣臨兒島半島。
岡山市有旭川、吉井川兩條一級河川。岡山市主要湖泊有通過围垦形成的兒島湖、水庫旭川湖等地。

### 氣候
岡山市地處瀨戶內海沿岸，是典型的瀨戶內海式氣候。岡山市的年日照時間約2,000小時，全年降水量約1,000毫米，在日本是降水量較少的地區。岡山市冬季的平均氣溫雖然略低於關東以西的太平洋沿岸地區，但因中國山地擋住了來自大陸的季風而很少有積雪。而夏季則天氣炎熱，即使是夜間也氣溫降低幅度較少，但有四國山地的阻擋而受颱風的影響較小。在1981年至2010年期間，岡山市的降水量不到1毫米的日數在都道府縣廳城市中名列第一，因此岡山有「晴天之國」之稱。岡山市雖然降水較少，但因有旭川和吉井川兩大河流，因此少有乾旱。2015年，岡山市地方氣象台將觀測地點從岡山市北區桑田町搬遷到岡山市北區津島。
| 岡山地方氣象台                                             | 岡山地方氣象台 | 岡山地方氣象台 | 岡山地方氣象台 | 岡山地方氣象台 | 岡山地方氣象台 | 岡山地方氣象台 | 岡山地方氣象台 | 岡山地方氣象台 | 岡山地方氣象台 | 岡山地方氣象台 | 岡山地方氣象台 | 岡山地方氣象台 | 岡山地方氣象台  |
| 月份                                                       | 1月            | 2月            | 3月            | 4月            | 5月            | 6月            | 7月            | 8月            | 9月            | 10月           | 11月           | 12月           | 全年            |
| ---------------------------------------------------------- | -------------- | -------------- | -------------- | -------------- | -------------- | -------------- | -------------- | -------------- | -------------- | -------------- | -------------- | -------------- | --------------- |
| 历史最高温 °C（°F）                                        | 18.8 (65.8)    | 22.3 (72.1)    | 24.8 (76.6)    | 29.6 (85.3)    | 33.6 (92.5)    | 37.0 (98.6)    | 38.1 (100.6)   | 39.3 (102.7)   | 37.1 (98.8)    | 33.4 (92.1)    | 26.9 (80.4)    | 21.5 (70.7)    | 39.3 (102.7)    |
| 平均高温 °C（°F）                                          | 9.6 (49.3)     | 10.5 (50.9)    | 14.6 (58.3)    | 19.8 (67.6)    | 24.8 (76.6)    | 27.6 (81.7)    | 31.8 (89.2)    | 33.3 (91.9)    | 29.1 (84.4)    | 23.4 (74.1)    | 17.1 (62.8)    | 11.7 (53.1)    | 21.1 (70.0)     |
| 日均气温 °C（°F）                                          | 4.6 (40.3)     | 5.2 (41.4)     | 8.7 (47.7)     | 14.1 (57.4)    | 19.1 (66.4)    | 22.7 (72.9)    | 27.0 (80.6)    | 28.1 (82.6)    | 23.9 (75.0)    | 18.0 (64.4)    | 11.6 (52.9)    | 6.6 (43.9)     | 15.8 (60.4)     |
| 平均低温 °C（°F）                                          | 0.1 (32.2)     | 0.5 (32.9)     | 3.5 (38.3)     | 8.5 (47.3)     | 14.8 (58.6)    | 18.7 (65.7)    | 23.4 (74.1)    | 24.6 (76.3)    | 20.0 (68.0)    | 13.4 (56.1)    | 6.8 (44.2)     | 2.1 (35.8)     | 11.4 (52.5)     |
| 历史最低温 °C（°F）                                        | −8.9 (16.0)    | −9.1 (15.6)    | −7.0 (19.4)    | −3.6 (25.5)    | 1.0 (33.8)     | 7.4 (45.3)     | 12.6 (54.7)    | 14.8 (58.6)    | 7.2 (45.0)     | 1.7 (35.1)     | −3.5 (25.7)    | −6.5 (20.3)    | −9.1 (15.6)     |
| 平均降水量 mm（）                                          | 36.2 (1.43)    | 45.4 (1.79)    | 82.5 (3.25)    | 90.0 (3.54)    | 112.6 (4.43)   | 169.3 (6.67)   | 177.4 (6.98)   | 97.2 (3.83)    | 142.2 (5.60)   | 95.4 (3.76)    | 53.3 (2.10)    | 41.5 (1.63)    | 1,143.1 (45.00) |
| 平均降雪量 cm（）                                          | 0 (0)          | 1 (0.4)        | 0 (0)          | 0 (0)          | 0 (0)          | 0 (0)          | 0 (0)          | 0 (0)          | 0 (0)          | 0 (0)          | 0 (0)          | 0 (0)          | 1 (0.4)         |
| 平均降水天数（≥ 0.5 mm）                                   | 5.4            | 6.9            | 9.2            | 9.6            | 9.4            | 11.6           | 10.9           | 7.7            | 9.7            | 7.7            | 6.4            | 6.3            | 100.8           |
| 平均降雪天数（≥ 1 cm）                                     | 0.2            | 0.4            | 0              | 0              | 0              | 0              | 0              | 0              | 0              | 0              | 0              | 0              | 0.6             |
| 平均相對濕度（％）                                         | 69             | 66             | 65             | 60             | 64             | 71             | 74             | 69             | 71             | 71             | 72             | 71             | 69              |
| 月均日照時數                                               | 149.0          | 145.4          | 177.8          | 192.6          | 205.9          | 153.5          | 169.8          | 203.2          | 157.5          | 171.5          | 153.7          | 153.8          | 2,033.7         |
| 来源：日本氣象廳 (平均値：1991年-2020年、極値：1891年以降) |                |                |                |                |                |                |                |                |                |                |                |                |                 |

## 行政區劃

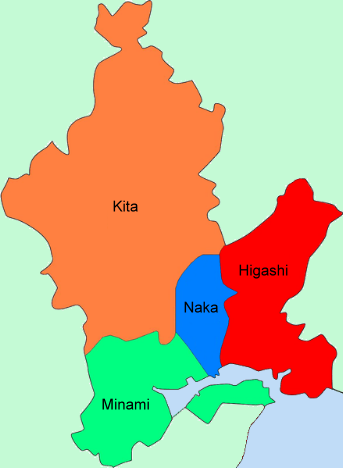
岡山市行政區劃

岡山市在升格成為政令指定都市之後分為北區、中區、南區、東區四個區，區的數量在政令指定都市中僅多於只設有三區的靜岡市和相模原市。以下為岡山市各區概況（2017年3月31日數據）：
| 區名   | 日文名 | 讀音 | 面積 （平方公里） | 人口    |
| ------ | ------ | ---- | ----------------- | ------- |
| 北區   |        |      | 450.70            | 293,871 |
| 中區   |        |      | 51.24             | 145,944 |
| 東區   |        |      | 160.53            | 96,475  |
| 南區   |        |      | 127.48            | 170,438 |
| 岡山市 |        |      | 789.95            | 706,728 |

## 人口
1889年岡山設市時，人口約4.76萬人:33。此後岡山市人口穩定增加，在1920年日本首次人口普查時增加到約9.46萬人，1940年時更增加到約16.36萬人。二戰期間，岡山市人口一度減少，1947年時只有14.06萬人。此後隨著都市發展和市轄區範圍擴大，岡山市人口穩定增加。1975年人口普查時，岡山市人口已超過50萬人大關:33。1990年代後，岡山市人口超過60萬人。隨著市轄區範圍再擴大，岡山市在2007年人口突破70萬大關。2017年6月1日，岡山市的人口為720,989人。
近年人口高齡化、少子化令岡山市人口的自然增長率極低。不過，仍有來自其他地區的人口流入，使得岡山市仍得以維持人口增長。近年岡山市的總和生育率雖略低於岡山縣平均值，但高於日本平均值。

## 政治
在日本眾議院選舉中，岡山市北區、南區的大部分地區和吉備中央町中原加茂川町地區屬於岡山縣第1區；中區的全境、東區的大部分以及北區、南區的一部分地區和玉野市、瀨戶內市屬於岡山縣第2區；東區的舊瀨戶町地區則和津山市、備前市、赤磐市、真庭市的大部分、美作市、和氣町、新庄村、鏡野町、勝央町、奈義町、西粟倉村、久米南町、美咲町屬於岡山縣第3區。岡山1區是自民黨佔壓倒性優勢的選區，自創立以來自民黨的逢澤一郎壟斷了該選區的議席。而岡山2區則是民主黨和自民黨互有勝負的選區，但自2012年眾議院選舉以來，自民黨候選人已連續三次在該選區當選。2017年眾議院選舉中，自民黨壟斷了這兩個選區的議席，但希望之黨的津村啟介也在岡山2區通過比例代表復活當選。自民黨在2021年眾議院選舉時亦在這兩個選舉區取得全勝。
岡山市現任市長是大森雅夫，他在2013年首次當選岡山市長，並於2017年及2021年成功連任。岡山市議會共有46名議員，其中最大黨派是擁有22名議員的自民黨。岡山縣議會中，岡山市和加賀郡則共有19名議員。在升格為政令指定都市後，岡山市的財政支出和收入規模都有增加。2017年度，岡山市財政預算支出和收入都是3,143.86億日元。岡山市的實質公債費比例在政令指定都市中較高，財政力指數有0.776，在政令指定都市中排名第15位。

## 經濟

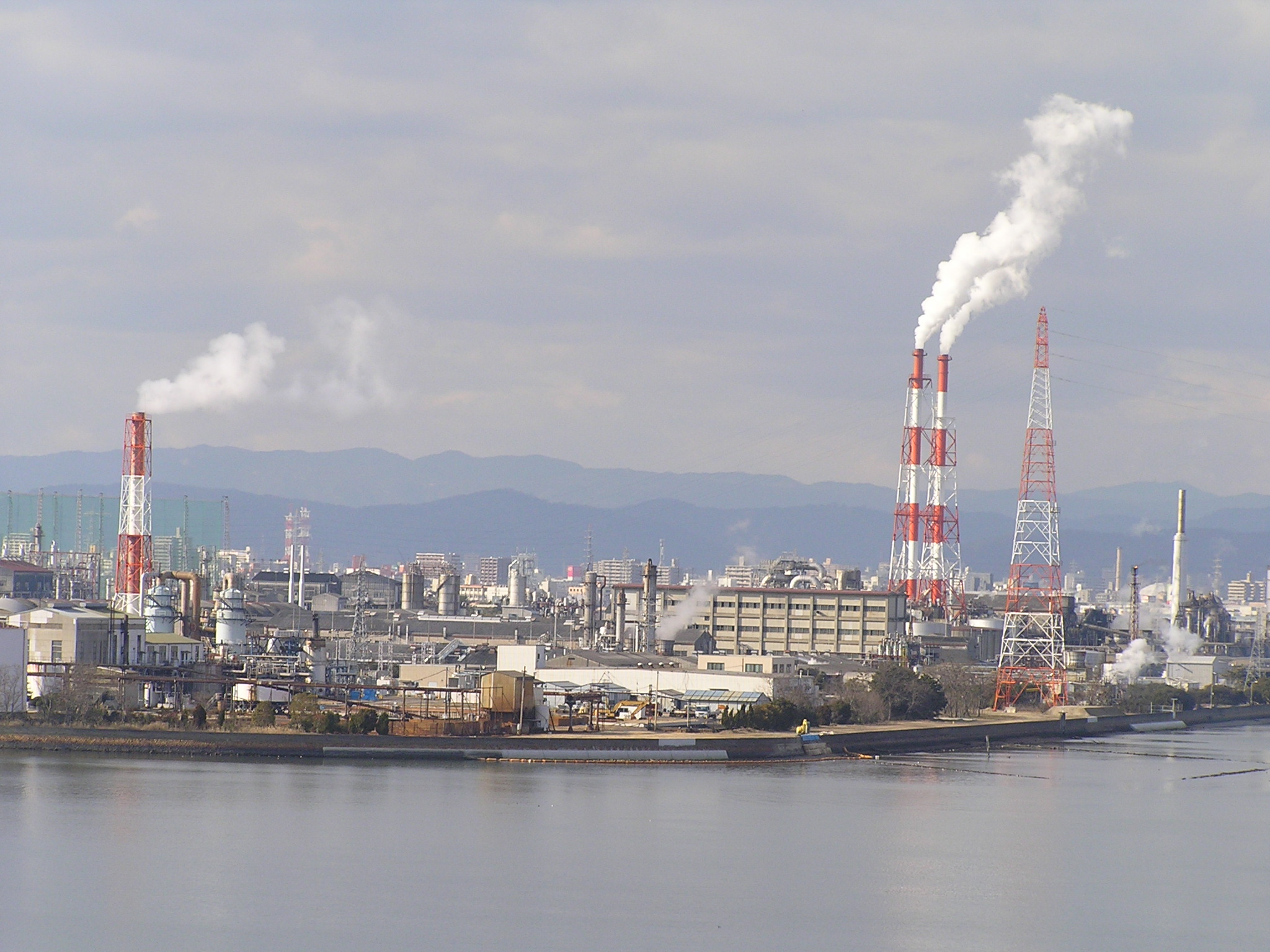
岡南工業區

2014年度，岡山市的市內生產總值有28,578億日元，人均市民所得有297.9萬日元。服務業是岡山市的最重要產業，而岡山市經濟中製造業的比例只有岡山縣平均值的約半數。

### 農業
岡山市的耕地面積有1.35萬公頃，農業就業人口有約1萬人。農業生產額有209.9億日元，其中以稻米所佔比例最高，其次是蔬菜類、水果類。岡山市的農家戶數排名日本第五位，二條大麥、葡萄、茄子等農產品的生產量位居日本前列。岡山市轄區北部的丘陵地區是桃、葡萄、梨等水果的產地，且乳牛等畜產業也十分興盛。岡山市南部的兒島灣圩田則是岡山縣的一大稻米產地，且生產韭黃、茄子、洋蔥、蓮藕等蔬菜。

### 工業

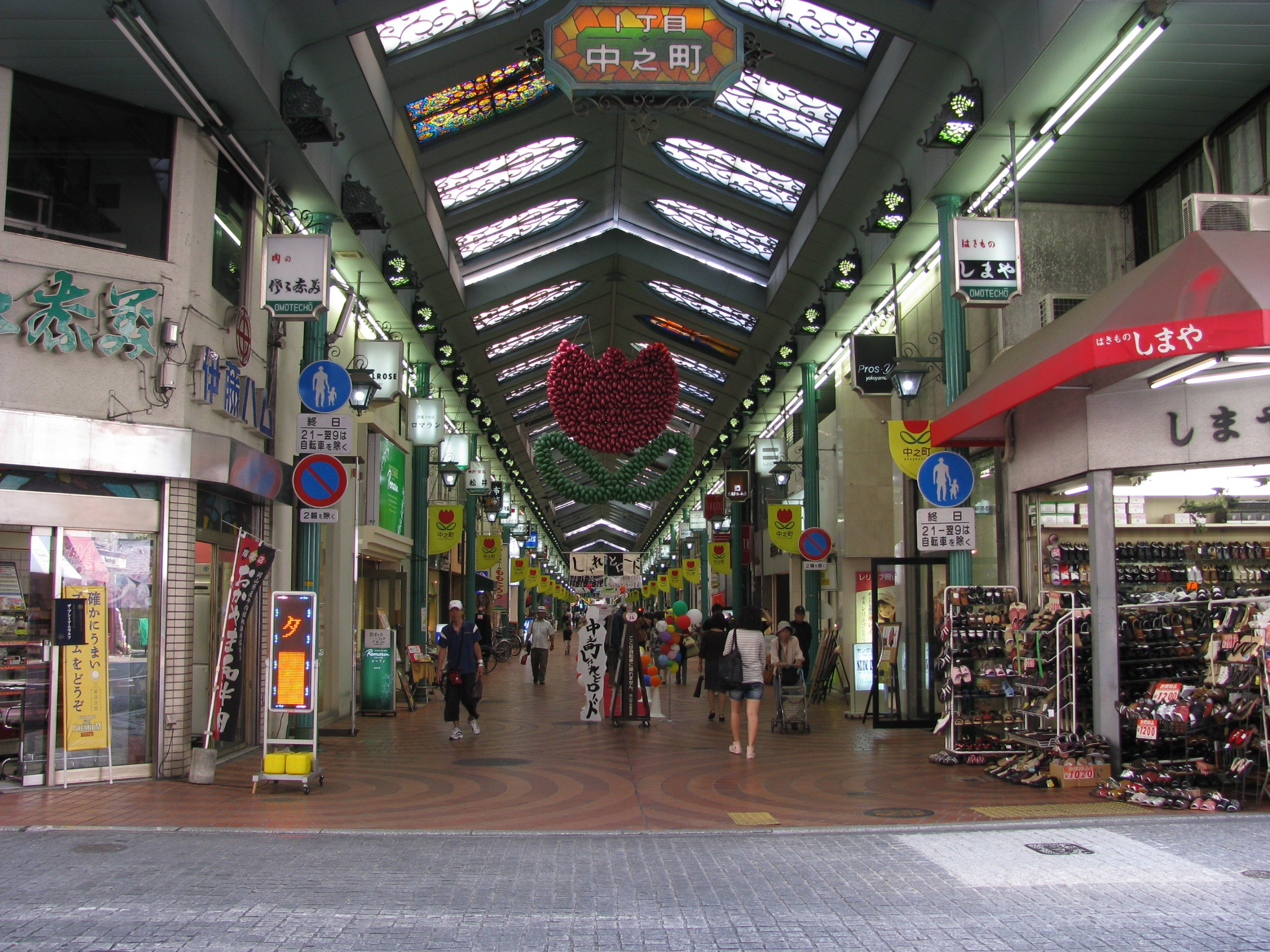
岡山市表町商業街

2014年，岡山市工業品生產額有9623.95億日元，其中以印刷業比例最高，其次是食品製造業、生產用機械器具製造業。在岡山縣中，岡山市場的製造業企業數和製造業從業人口雖然和倉敷市差距較小，但生產額不到倉敷市的四分之一。岡山市沿海兒島灣由於水深較淺，1萬噸級的船舶難以進入，因此未形成重化學工業地帶，使得岡山市的工業以輕工業為主。在岡山市設廠的大型製造業企業有洋馬、KURARAY、永谷園、麒麟啤酒等。岡山市的內陸地區有不少中等規模的工業園區。近年岡山縣在岡山市設立岡山研究園，以促進科技等新產業的發展。

### 服務業
總部設在岡山市的銀行有中國銀行和番茄銀行。2014年，岡山市的商品銷售額達25,919.63億日元，佔岡山縣的過半數，其中批發業佔比近七成，零售業佔比略多於三成。表町和岡山站附近地區是岡山市的兩大商業中心。在1980年代之後，岡山市一度出現明顯的中心城區空洞化問題，但在進入21世紀後反而出現人口往市中心回流的現象。總部設在岡山市的大型商業企業有天滿屋、春山商事等。2014年，來訪岡山市的觀光客人數有583.7萬人。岡山市的景點中以後樂園·岡山城的遊客數最多。

## 文化

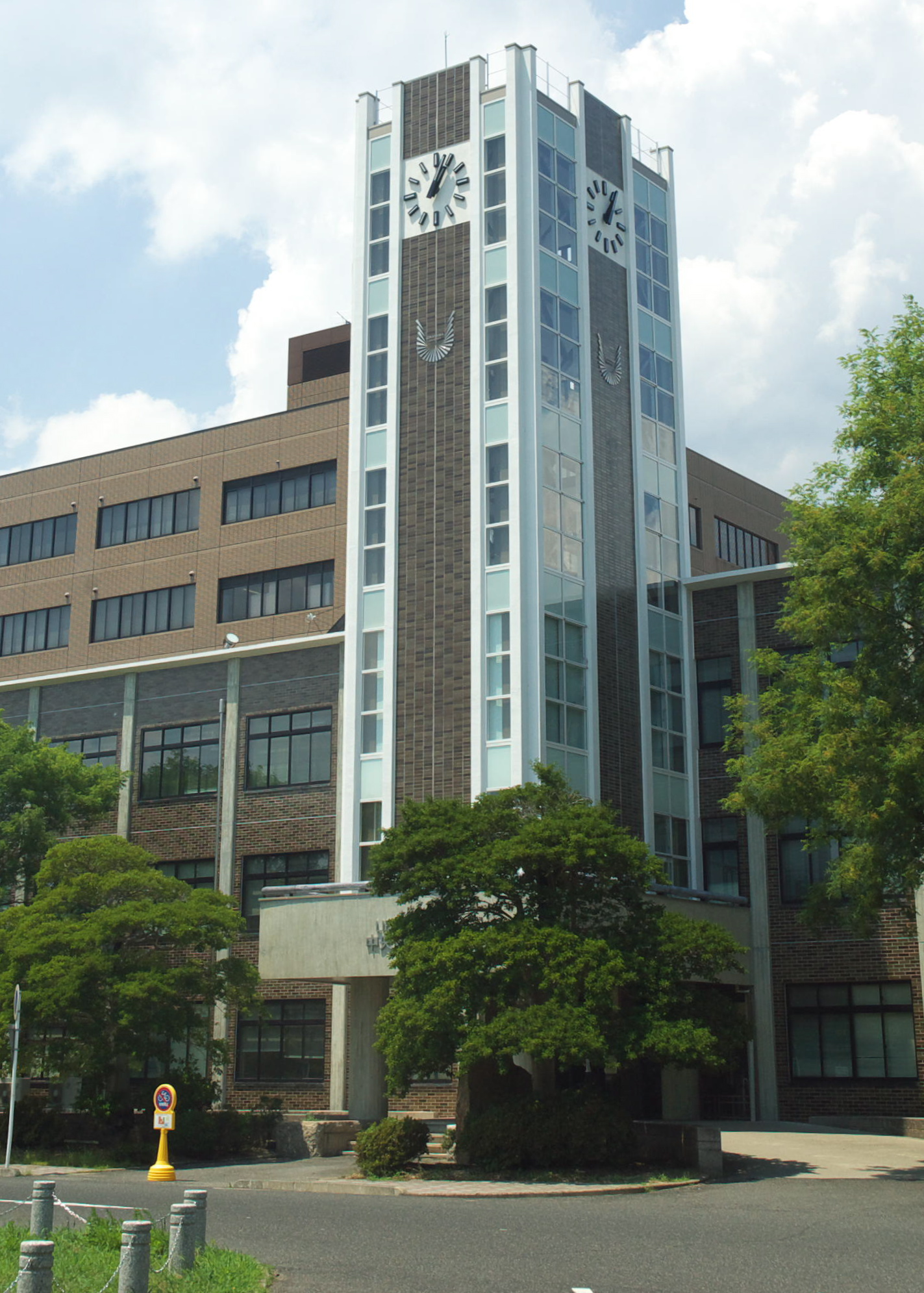
岡山大學

岡山市的方言是山陽方言中的岡山方言，在重音上屬於東京式重音，和東日本的方言較為接近:89-96。蝦飯和豬排拉麵是岡山市具特色的當地美食。每年八月第一個週末舉行的岡山桃太郎祭是岡山市最大規模的節慶活動，以煙花大會而著稱，現在更在秋季和冬季亦有追加活動。
岡山縣最大的地方報紙山陽新聞總部設在岡山市，日發行量約40萬份，是岡山縣內發行量最多的報紙。岡山市的電視台有NHK岡山放送局、JNN系列的山陽放送、FNN系列的岡山放送、TXN系列的瀨戶內電視台。由於岡山縣和香川縣為同一放送區域，因此岡山市也能收看西日本放送和瀨戶內海放送的節目。以岡山為主場的職業體育俱樂部有日本職業足球乙級聯賽的岡山綠雉。
岡山市是中國地方的高等教育中心，岡山的大學創建了岡山大學聯盟以加強合作。岡山大學創建於1949年，前身包括岡山醫科大學、第六高等學校、岡山師範學校、岡山青年師範學校、岡山農業専門學校，是中國地方最具傳統的高度教育機構。現在岡山大學擁有文學院、教育學院、法學院、經濟學院、理學院、醫學院、牙醫學院、藥學院、工學院、環境理工學院、農學院，是一座學生數超過1.3萬人的大型綜合性大學。岡山市還有岡山理科大學、中國學園大學等多所私立大學。

## 交通

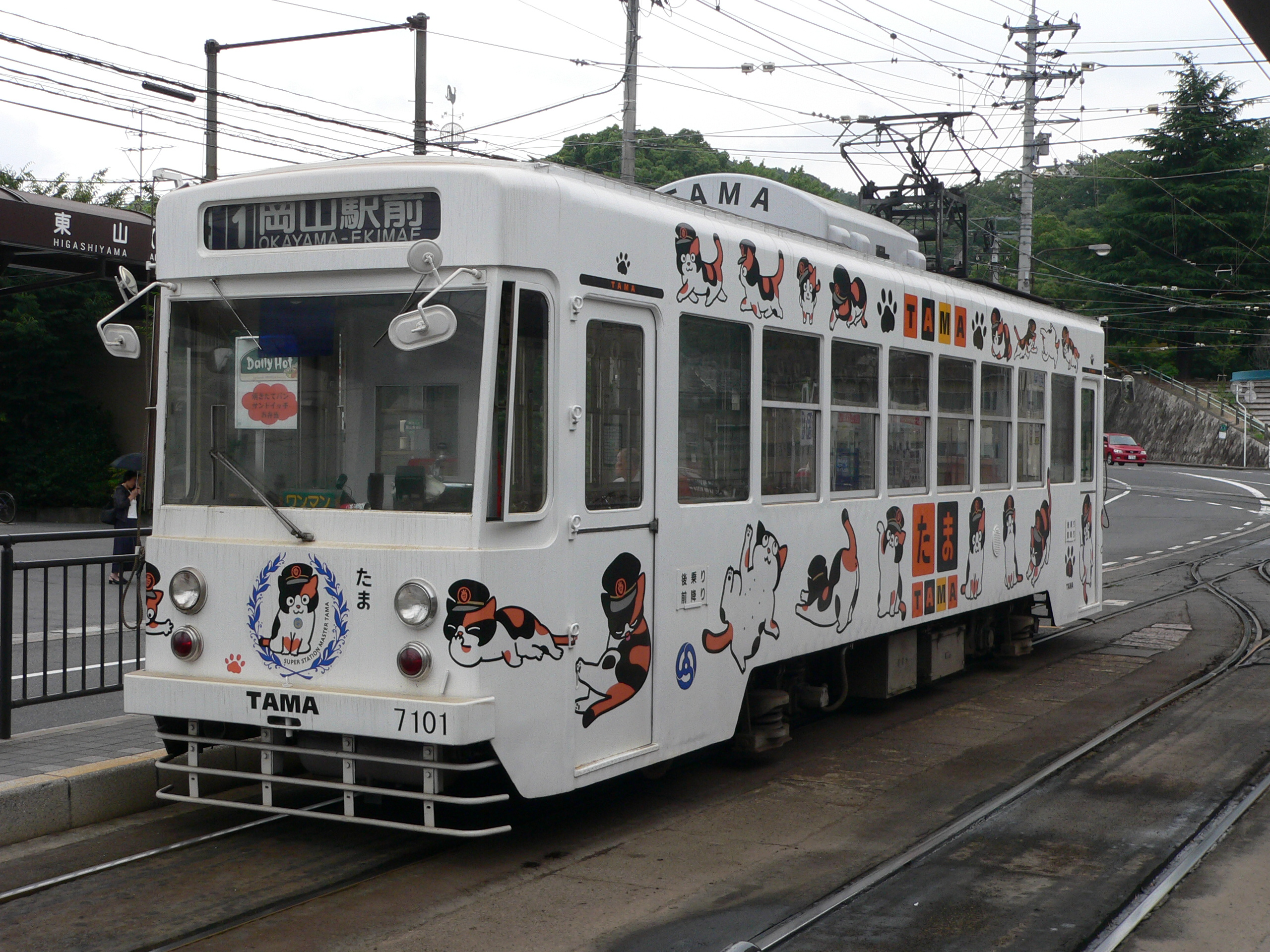
岡山市的路面電車

2012年，岡山市交通中的公共交通機構分擔率有6.5%，而私家車達59.5%，顯示出公共交通在城市交通中的地位大幅下降。由於岡山市內地形平坦，因此自行車利用率較日本平均值要高。岡山市內的普通鐵路由西日本旅客鐵道（JR西日本）經營，市內的在來線路線有山陽本線、赤穗線、伯備線、宇野線（暱稱宇野港線）、本四備讚線（暱稱瀨戶大橋線）、津山線、吉備線（暱稱桃太郎線）。山陽新幹線亦經過岡山市。近年山陽本線、赤穗線、瀨戶大橋線雖乘客數有所增加，津山線、吉備線的乘客數則明顯減少。岡山市內的路面電車由私營企業岡山電氣軌道運營，全長4.7公里，是日本最短的路面電車，現有東山線和清輝橋線兩條路線。近年岡山市路面電車的日乘客數約有1萬人。
岡山市內有山陽自動車道和岡山自動車道兩條高速公路。岡山市內的巴士由岡山電氣軌道、兩備控股等民間企業運營。近二十年來，岡山市市內巴士的乘客數減少了四成，且有大量巴士路線被廢除。岡山港位於旭川、吉井川的河口，是日本的重要港灣，並有前往小豆島的定期渡輪航線。岡山市有岡山機場和岡南飛行場兩個機場。岡山機場開業於1988年，跑道全長3,000米。現在岡山機場開設有前往羽田、札幌、那霸、台北、首爾、上海、香港的定期航線，2019年度的乘客數達150萬人次。岡南飛行場開業於1962年，在岡山機場開業之前是岡山市主要的機場，現在只有小型飛機運行。

## 觀光資源
位於岡山市中心的岡山城和後樂園是岡山市最主要的觀光景點。岡山城是日本100名城之一，因其漆黑的外觀而有「烏城」的別名，其三重六層的天守閣是具代表性的早期天守建築。雖然岡山城的天守在二戰中被燒毀，但已在1966年重建。月見櫓和西之丸西手櫓則是岡山城內僅有的兩座古代建築，都被列入重要文化財加以保護。後樂園是「日本三名園」之一，也是日本的特別名勝，由岡山藩第二代藩主池田綱政興建，一年四季皆有不同景觀。位於岡山市北區的最上稻荷是一座日蓮宗寺院，也是日本三大稻荷之一。岡山市西北部至總社市的吉備路是日本著名歷史文化觀光地區。這裡主要的觀光景點有歷史可追溯至平安時代的備前國一宮吉備津彥神社；備中國一宮，本殿和拜殿建築是日本國寶的吉備津神社；豐臣秀吉曾使用水攻才得以攻下的高松城等地。

## 友好都市

### 日本
岡山市和北海道釧路市自1979年開始是觀光交流都市。

### 海外
岡山市和以下外國城市及地區是國際友好交流城市：
| 國家           | 城市                       | 締結日期      |
| -------------- | -------------------------- | ------------- |
| 美国           | 聖荷西（加利福尼亞州）     | 1957年5月26日 |
|                | 聖荷西（聖何塞省）         | 1969年1月27日 |
| 保加利亚       | 普羅夫迪夫（普羅夫迪夫州） | 1972年5月12日 |
| 中华人民共和国 | 洛陽市（河南省）           | 1981年4月6日  |
|                | 富川市（京畿道）           | 2002年2月26日 |
| 中華民國       | 新竹市                     | 2003年4月21日 |

## 外部連結
- （日語） 官方网站
- （日語） 維客旅行上的岡山市 （页面存档备份，存于）
- （日語） 岡山觀光物語 （页面存档备份，存于）
- （日語） 岡山市觀光協會 （页面存档备份，存于）
- （日語） 岡山城 （页面存档备份，存于）
- （日語） 岡山後樂園 （页面存档备份，存于）
- （日語） 岡山會議所 （页面存档备份，存于）
- （日語） 岡山市社會福祉協議會
- OpenStreetMap上有關岡山市的地理